# クレイグ・ポロック
クレイグ・ポロック（Craig Pollock、1956年2月20日 - ）は、スコットランド、フォルカーク出身の実業家、マネージャー。ストラスクライド大学卒業。

## 略歴

### マネージャー
元々の職業は体育教師。1980年代初め、スイスのヴィラール (Villars-sur-Ollon) にある寄宿学校に勤務していた際、F1ドライバージル・ヴィルヌーヴの遺児ジャック・ヴィルヌーヴが同校に入学してきた。スキーの授業を通じてふたりは意気投合する。
その後、ポロックはスポーツ関連グッズやF1の放映権を取り扱うビジネスマンとなり、1990年代初めに日本に赴任する。同じ頃、レース参戦を始めて4年目を迎えていたヴィルヌーヴも全日本F3選手権に参戦するため来日し、ポロックと再会する。ヴィルヌーヴの依頼を受け、ポロックは彼の個人マネージャーに就任した。
1993年、ヴィルヌーヴは日本から北米に渡り、フォーミュラ・アトランティックからCARTにステップアップ。1995年にCART最年少チャンピオンを獲得すると、翌年にはF1に転向し、1997年にはF1でもチャンピオンとなる。ポロックはヴィルヌーヴの成功を支える辣腕マネージャーとして名を知られることになる。

### チーム代表
1997年にはブリティッシュ・アメリカン・タバコ (BAT) ・レイナードと組み、F1コンストラクターのティレルを買収。ポロックはチーム代表に就任するが、リカルド・ロセットの起用などを巡る対立により、チーム創設者のケン・ティレルらがチームを去ることになる。
1999年にはチーム名をブリティッシュ・アメリカン・レーシング (BAR) と改め、チーム代表を継続。さらに個人マネージャーという関係から、ウィリアムズからヴィルヌーヴをエースドライバーとしてBARに移籍させるなど派手なマネジメントを行い、F1界の注目を集めた。
ところが、BARのレース成績はその予算に対して惨憺たる結果に終わり、2001年12月にBATはポロックをチーム代表から解雇した。しかし、以後もヴィルヌーヴのマネージャーとしてチームに帯同し続けていたほか、BARの大株主の一人として一定の発言力を保持し続けていた。2004年末にホンダがBARに資本参加する際、ポロックは自身の持ち株を売却した。
2003年にはケビン・カルコーベンと共にPKレーシング（現・KVレーシング・テクノロジー）を設立し、チャンプカーに参戦する（チーム名のPKはポロックとカルコーベンのイニシャル）。しかし、2004年をもって共同オーナーを辞する。2006年、国際自動車連盟 (FIA)が2008年のF1エントリーチームを募集した際、新規参戦を申請した11チームのひとつにポロックが関与していると噂されたが、計画は実現しなかった。
その後もヴィルヌーヴのマネージャー業を継続していたが、2008年1月にヴィルヌーヴとの契約関係を解消した。

### エンジンメーカー代表
以後一時鳴りを潜めていたが、2011年には新たにF1エンジンの開発を手がける企業としてP.U.R.E. (en:Propulsion Universelle et Recuperation d'Energie) を設立し、再びF1業界に姿を見せた。2014年から導入される1.6リッターV6ターボエンジンの準備を進めており、2012年にはトヨタ・モータースポーツ (TMG) との提携を発表し、開発拠点をTMGの施設があるドイツ・ケルンに移転した。ただしP.U.R.E.は投資家からの資金調達に問題が発生したため、同年7月に活動を休止。その後テクニカルディレクターのジル・シモンがホンダに移籍するなど、主要スタッフが同社を離脱しており、2014年からのエンジン供給もできなかった。

### その後
2018年にポロックは「Formula Equal（F=）」という企業を設立しCEOに就任。同社は「ドライバーからメカニック・経営陣に至るまで、あらゆるチームメンバーの男女比率が50:50」となるレーシングチームの運営を目指すことを目標に掲げており、2023年には、2026年以降のF1に新チームとして参戦する方針を明らかにした。ポロックにはサウジアラビア政府関係者が支援していると見られ、ポロックも新チームの参戦が認められた際には、ファクトリーを中東地域に設ける方針を示している。しかし同チームのF1へのエントリーは認められる気配すら無く、事実上の企画倒れに終わっている。